# Canon PowerShot
Canon PowerShot – seria cyfrowych aparatów fotograficznych firmy Canon (wybrane modele):
| Model      | Liczba pikseli [mln] | Dostępne rozdzielczości                                                           | Matryca     | Format zapisu             | Migawka [s] | Ogniskowa obiektu [mm] | Ostrość [cm] | Zoom optyczny           | Karta pamięci | Wyświetlacz                       | Masa [g]   | Wymiary [mm]        | Dodatkowe funkcje                                                                                         |
| Seria A5xx | Seria A5xx           | Seria A5xx                                                                        | Seria A5xx  | Seria A5xx                | Seria A5xx  | Seria A5xx             | Seria A5xx   | Seria A5xx              | Seria A5xx    | Seria A5xx                        | Seria A5xx | Seria A5xx          | Seria A5xx                                                                                                |
| ---------- | -------------------- | --------------------------------------------------------------------------------- | ----------- | ------------------------- | ----------- | ---------------------- | ------------ | ----------------------- | ------------- | --------------------------------- | ---------- | ------------------- | --- |
| A520 IS    | 4.0                  | 2272 x 1704 1600 x 1200 1024 x 768 640 x 480                                      | 1/2.5" CCD  | JPEG                      | 15 - 1/2000 | 5.8 - 23.2             | 5 - 50       | 3,6x                    | SD, MM        | 1.8" LCD 115.000 px               | 180        | 90,7 x 64 x 38,4    | Zapis video, Zdjęcia seryjne, Lampa błyskowa, Statyw, Wizjer, Tryb Manualny, Możliwość stosowania filtrów |
| A590 IS    | 8.0                  | 3264 x 1832 3264 x 2448 2592 x 1944 2248 x 1536 1600 x 1200 640 x 480             | 1/2.5" CCD  | JPEG                      | 15 - 1/2500 | 7.4 - 44.4             | 1 - 50       | 16x                     | SD, MM        | 2.5" LCD 207.000 px               | 360        | 106.4 x 71.9 x 42.5 | Stabilizator obrazu, Zapis video, Zdjęcia seryjne, Lampa błyskowa, Statyw, Wizjer                         |
| Seria A6xx |                      |                                                                                   |             |                           |             |                        |              |                         |               |                                   |            |                     | |
| A610       | 5.0                  | 2592 x 1944 2048 x 1536 1600 x 1200 640 x 480                                     | 1/1.8" CCD  | JPEG, AVI                 | 15 - 1/2500 | 7.3 - 29.2             | 1 - 45       | 4x                      | SD, MM        | 2.0" LCD 115.000 px uchylny ekran | 235        | 104.8 x 66.0 x 49.1 | Zapis video, Zdjęcia seryjne, Lampa błyskowa, Statyw, Wizjer                                              |
| A620       | 7.1                  | 3072 x 2304 2592 x 1944 2048 x 1536 1600 x 1200 640 x 480                         | 1/1.8" CCD  | JPEG, AVI                 | 15 - 1/2500 | 7.3 - 29.2             | 1 - 45       | 4x                      | SD, MM        | 2.0" LCD 115.000 px uchylny ekran | 235        | 104.8 x 66.0 x 49.1 | Zapis video, Zdjęcia seryjne, Lampa błyskowa, Statyw, Wizjer                                              |
| A650 IS    | 12.1                 | 4000 x 3000 4000 x 2248 3264 x 2448 2592 x 1944 1600 x 1200 640 x 480             | 1/1.7" CCD  | JPEG, AVI                 | 15 - 1/2000 | 7.4 - 44.4             | 1 - 50       | 10x                     | SD, MM        | 2.5" LCD 170.000 px uchylny ekran | 300        | 112.1 x 67.8 x 56.2 | Stabilizator obrazu, Zapis video, Zdjęcia seryjne, Lampa błyskowa, Statyw, Wizjer                         |
| Seria A7xx |                      |                                                                                   |             |                           |             |                        |              |                         |               |                                   |            |                     | |
| A700       | 6.0                  | 2816 x 2112 2816 x 1584 2272 x 1704 1600 x 1200 640 x 480                         | 1/2.5" CCD  | JPEG, DPOF                | 15 - 1/2000 | 5.8 - 34.8             | 1 - 55       | 10x                     | SD, MM        | 2.5" LCD 115.000 px               | 200        | 94.5 x 66.5 x 43.4  | Zapis video, Zdjęcia seryjne, Lampa błyskowa, Statyw, Wizjer                                              |
| A710 IS    | 7.1                  | 3072 x 2304 3072 x 1728 2592 x 1944 2048 x 1536 1600 x 1200 640 x 480             | 1/2.5" CCD  | JPEG, DPOF                | 15 - 1/2000 | 5.8 - 34.8             | 1 - 55       | 6x                      | SD, MM, SDHC  | 2.5" LCD 115.000 px               | 210        | 97.5 x 66.5 x 41.2  | Stabilizator obrazu, Zapis video Zdjęcia seryjne Lampa błyskowa Statyw, Wizjer                            |
| A720 IS    | 8.0                  | 3264 x 2448 3264 x 1832 2592 x 1944 2048 x 1536 1600 x 1200 640 x 480             | 1/2.5" CCD  | JPEG, AVI                 | 15 - 1/2000 | 5.8 - 34.8             | 1 - 55       | 6x                      | SD, MM        | 2.5" LCD 115.000 px               | 200        | 97.3 x 67 x 41.9    | j.w |
| seria G    |                      |                                                                                   |             |                           |             |                        |              |                         |               |                                   |            |                     | |
| G6         | 7.1                  | 3072 x 2304 2592 x 1944 2048 x 1536 1600 x 1200 640 x 480                         | 1/1.8" CCD  | JPEG, RAW                 | 15 - 1/2000 | 7.2 - 28.8             | 5 - 50       | 8.1x                    | CF II         | 2.0" LCD 118.000 px uchylny ekran | 380        | 104.9 x 72.8 x 73.1 | Zapis video Zdjęcia seryjne Lampa błyskowa Statyw Wizjer                                                  |
| G7         | 10.0                 | 3648 x 2736 3648 x 2048 2816 x 2112 2272 x 1704 1600 x 1200 640 x 480             | 1/1.8" CCD  | JPEG                      | 15 - 1/2500 | 7.4 - 44.4             | 1 - 50       | 6x optyczny 24x cyfrowy | SD            | 2.5" LCD 207.000 px               | 320        | 106.4 x 71.9 x 42.5 | |
| G9         | 12.1                 | 4000 x 3000 4000 x 2248 3264 x 2448 2592 x 1944 1600 x 1200 640 x 480             | 1/1.7" CCD  | JPEG, AVI, RAW, WAV       | 15 - 1/2500 | 7.4 - 44.4             | 1 - 50       | 10x                     | SD, MM        | 3" LCD 230.000 px                 | 320        | 106.4 x 71.9 x 42.5 | |
| Seria S/SX |                      |                                                                                   |             |                           |             |                        |              |                         |               |                                   |            |                     | |
| S2 IS      | 5.3                  | 2592 x 1944 2048 x 1536 1600 x 1200 640 x 480                                     | 1/2.5" CCD  | JPEG                      | 15 - 1/3200 | 6 - 72                 | 0 - 50       | 12x                     | SD            | 1.8" LCD 115.000 px uchylny ekran | 405        | 113 x 78 x 75.5     | |
| S3 IS      | 6.0                  | 2816 x 2112 2816 x 1584 2272 x 1704 1600 x 1200 640 x 480                         | 1/2.5" CCD  | JPEG                      | 15 - 1/3200 | 6 - 72                 | 0 - 5        | 12x                     | SD, SDHC      | 2" LCD 115.000 px uchylny ekran   | 410        | 113 x 78 x 75.5     | |
| S5 IS      | 8.0                  | 3264 x 2448 3264 x 1832 2592 x 1944 2048 x 1536 1600 x 1200 640 x 480             | 1/2.5" CCD  | JPEG, AVI                 | 15 - 1/3200 | 36 - 432               | 0 - 50       | 12x                     | SD, SDHC      | 2.5" LCD 207.000 px uchylny ekran | 440        | 117 x 80 x 77.7     | |
| SX1 IS     | 10.0                 | 3648 x 2736 2816 x 2112 2272 x 1704 1600 x 1200 640 x 480 3640 x 2160 1920 x 1080 | 1/2.3" CMOS | JPEG, Exif 2.2, DPOF, MOV | 15 - 1/3200 | 28 - 560               | 0 - 50       | 20x                     | SD, MM, SDHC  | 2.8" LCD 230.000 px uchylny ekran | 585        | 127.5 x 88.3 x 87.7 | |
| S70        | 7.1                  | 3072 x 2304 2592 x 1944 2048 x 1536 1600 x 1200 640 x 480                         | 1/1.8" CCD  | JPEG                      | 15 - 1/2000 | 5.8 - 20.7             | 4 - 50       |                         | CF II         | 1.8" LCD 118.000 px               | 230        | 114 x 56.5 x 38.8   | |
| S80        | 8.0                  | 3264 x 2448 2592 x 1944 2048 x 1536 1600 x 1200 640 x 480                         | 1/1.8" CCD  | JPEG                      | 15 - 1/2000 | 5.8 - 20.7             | 4 - 50       | 7.6x                    | SD, MM        | 2.5" LCD 115.000 px               | 230        | 104 x 57 x 38.8     | |

## Zdjęcia modeli

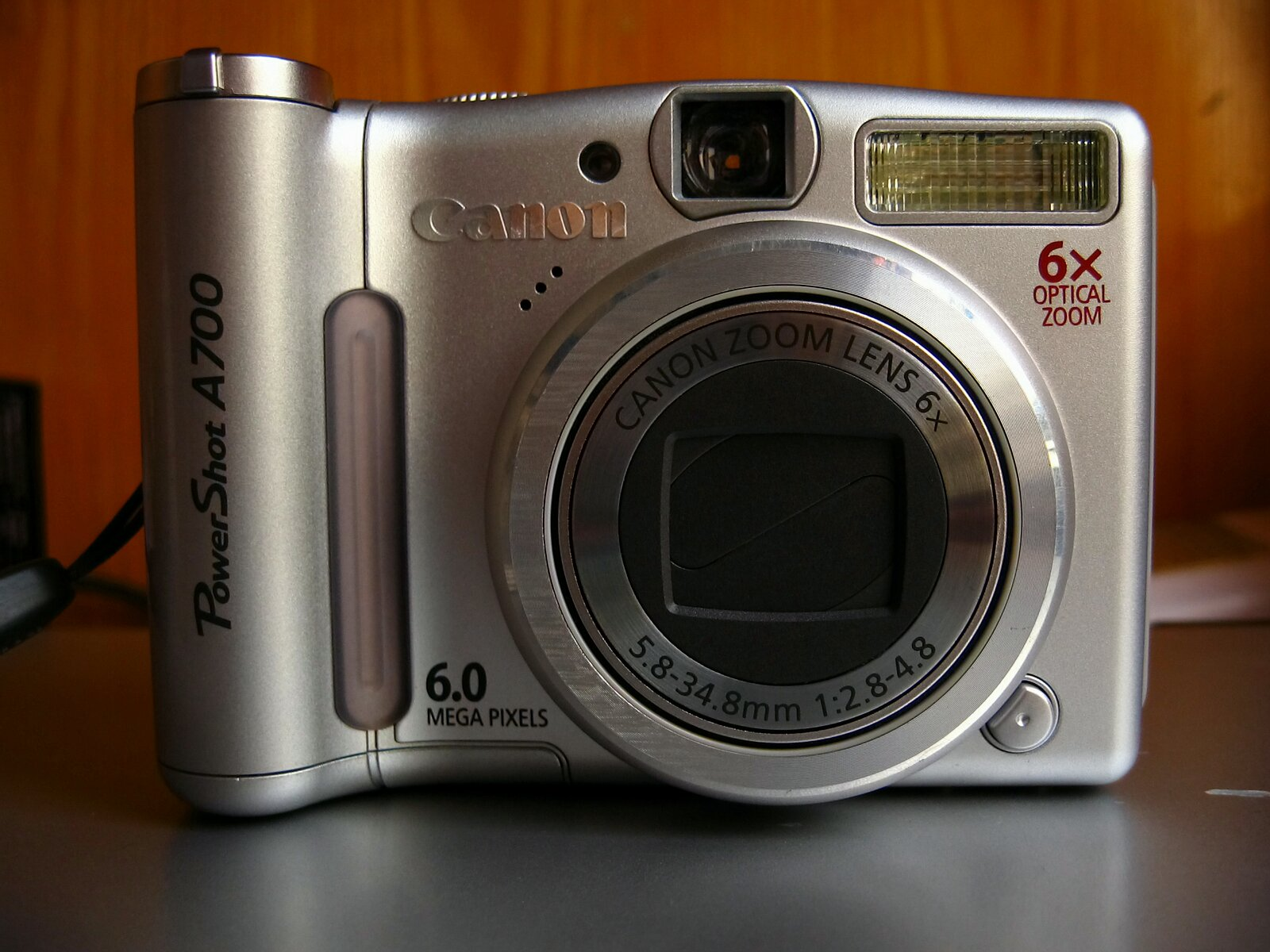
Canon PowerShot A700
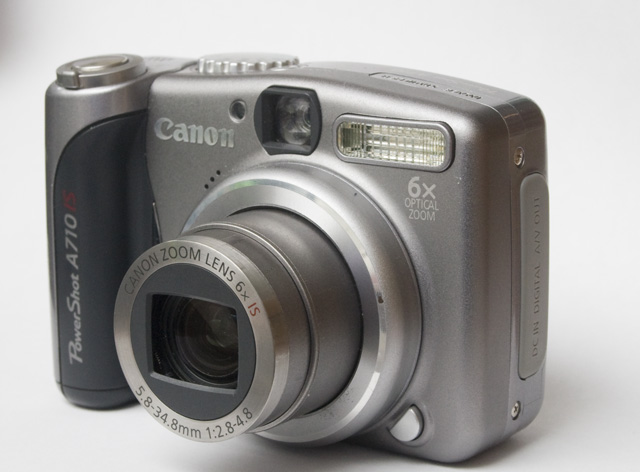
A710
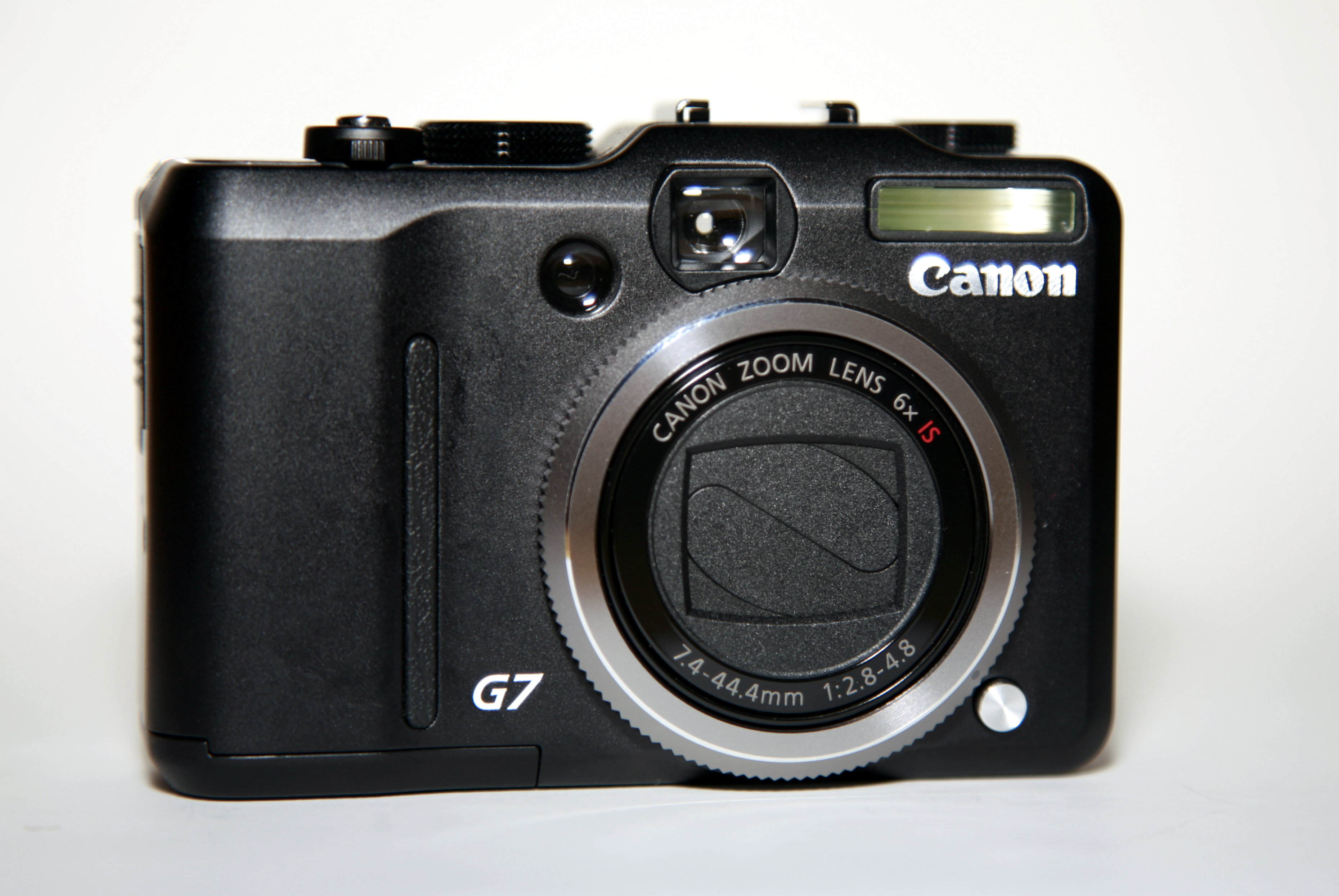
Canon G7
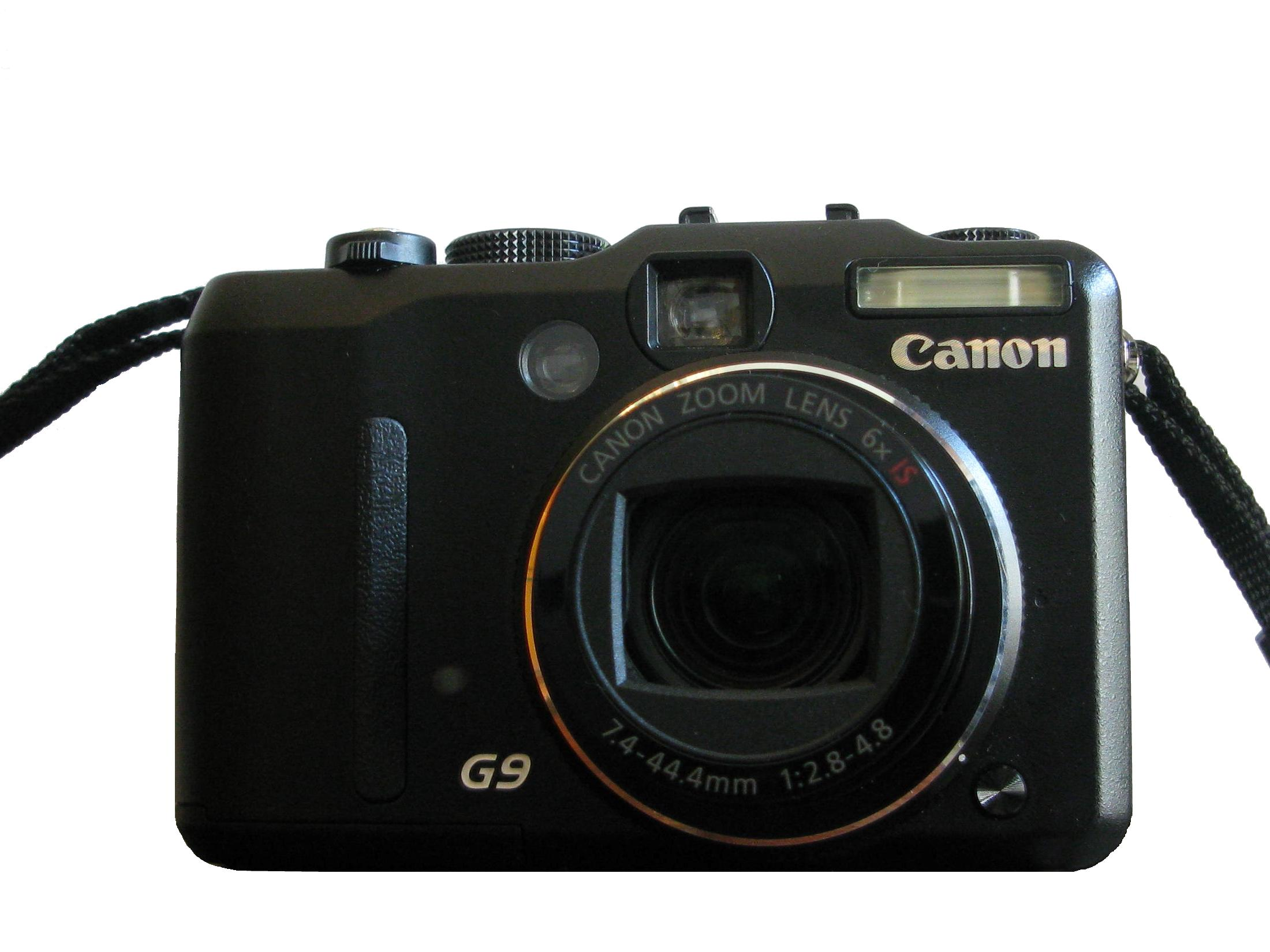
Canon G9
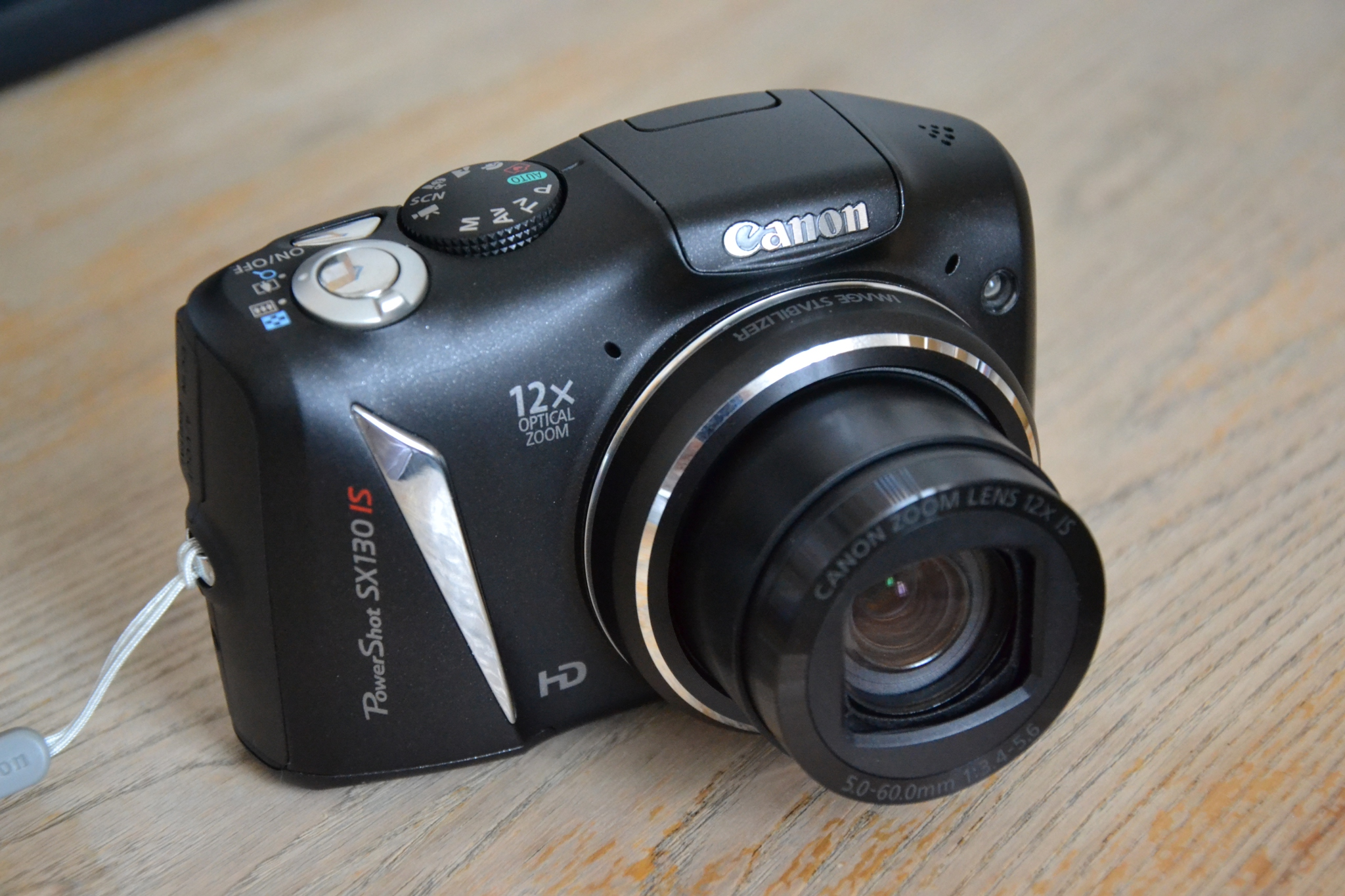
Canon SX130